# Copa Libertadores Femenina 2016
Copa Libertadores Femenina 2016 diễn ra tại Uruguay từ 6 tháng 12 tới 20 tháng 12 năm 2016. Sportivo Limpeño là đội vô địch của giải.

## Vòng bảng
| VT | Đội              | ST | T | H | B | BT | BB | HS  | Đ | Giành quyền tham dự     |
| -- | ---------------- | -- | - | - | - | -- | -- | --- | - | ----------------------- |
| 1  | Sportivo Limpeño | 3  | 2 | 1 | 0 | 7  | 2  | +5  | 7 | Vòng đấu loại trực tiếp |
| 2  | Colón (H)        | 3  | 2 | 0 | 1 | 8  | 4  | +4  | 6 | Vòng đấu loại trực tiếp |
| 3  | UAI Urquiza      | 3  | 1 | 1 | 1 | 3  | 2  | +1  | 4 |                         |
| 4  | Universitario    | 3  | 0 | 0 | 3 | 0  | 10 | −10 | 0 |                         |

| Sportivo Limpeño                       | 4–0      | Universitario |
| -------------------------------------- | -------- | ------------- |
| Peña 5', 60' · Aquino 10' · Agüero 42' | Chi tiết |               |

| Colón                           | 2–1      | UAI Urquiza           |
| ------------------------------- | -------- | --------------------- |
| Badell 63' · Altuve 38' (ph.đ.) | Chi tiết | Domenguini 66' (l.n.) |

| UAI Urquiza                  | 2–0      | Universitario |
| ---------------------------- | -------- | ------------- |
| Bonsegundo 45' · Potassa 69' | Chi tiết |               |

| Colón                   | 2–3      | Sportivo Limpeño                     |
| ----------------------- | -------- | ------------------------------------ |
| Altuve 21' · Badell 26' | Chi tiết | Garay 14' · Larrea 63' · Benítez 72' |

| UAI Urquiza | 0–0      | Sportivo Limpeño |
| ----------- | -------- | ---------------- |
|             | Chi tiết |                  |

| Colón                                             | 4–0      | Universitario |
| ------------------------------------------------- | -------- | ------------- |
| Altuve 31' (ph.đ.), 89' · Suárez 60' · Badell 64' | Chi tiết |               |

### Bảng B
| VT | Đội                     | ST | T | H | B | BT | BB | HS  | Đ | Giành quyền tham dự     |
| -- | ----------------------- | -- | - | - | - | -- | -- | --- | - | ----------------------- |
| 1  | Foz Cataratas           | 3  | 3 | 0 | 0 | 8  | 2  | +6  | 9 | Vòng đấu loại trực tiếp |
| 2  | Generaciones Palmiranas | 3  | 1 | 1 | 1 | 8  | 3  | +5  | 4 |                         |
| 3  | San Martín de Porres    | 3  | 1 | 1 | 1 | 5  | 5  | 0   | 4 |                         |
| 4  | Nacional (H)            | 3  | 0 | 0 | 3 | 2  | 13 | −11 | 0 |                         |

| Generaciones Palmiranas | 1–1      | San Martín de Porres |
| ----------------------- | -------- | -------------------- |
| González 89'            | Chi tiết | Sandoval 21'         |

| Nacional    | 1–3      | Foz Cataratas                          |
| ----------- | -------- | -------------------------------------- |
| Silvera 72' | Chi tiết | Grun 7' · Riveros 79' · Danyelle 90+1' |

| Foz Cataratas                             | 3–1      | San Martín de Porres |
| ----------------------------------------- | -------- | -------------------- |
| Danyelle 40' · Riveros 54' · Giovanna 80' | Chi tiết | López 58'            |

| Nacional | 0–7      | Generaciones Palmiranas                                             |
| -------- | -------- | ------------------------------------------------------------------- |
|          | Chi tiết | González 60', 79', 90+3' · Santos 61' (ph.đ.), 66', 86' · Vidal 71' |

| Foz Cataratas                      | 2–0      | Generaciones Palmiranas |
| ---------------------------------- | -------- | ----------------------- |
| Danyelle 26' · Riveros 81' (ph.đ.) | Chi tiết |                         |

| Nacional     | 1–3      | San Martín de Porres             |
| ------------ | -------- | -------------------------------- |
| Silveira 48' | Chi tiết | Gómez 18' · López 28' · Cruz 73' |

### Bảng C
| VT | Đội                    | ST | T | H | B | BT | BB | HS | Đ | Giành quyền tham dự     |
| -- | ---------------------- | -- | - | - | - | -- | -- | -- | - | ----------------------- |
| 1  | Estudiantes de Guárico | 3  | 2 | 1 | 0 | 2  | 0  | +2 | 7 | Vòng đấu loại trực tiếp |
| 2  | Colo Colo              | 3  | 1 | 2 | 0 | 4  | 3  | +1 | 5 |                         |
| 3  | Ferroviária            | 3  | 1 | 1 | 1 | 6  | 3  | +3 | 4 |                         |
| 4  | Unión Española         | 3  | 0 | 0 | 3 | 3  | 9  | −6 | 0 |                         |

| Estudiantes de Guárico | 1–0      | Unión Española |
| ---------------------- | -------- | -------------- |
| Viso 53' (ph.đ.)       | Chi tiết |                |

| Ferroviária | 1–1      | Colo Colo         |
| ----------- | -------- | ----------------- |
| Rilany 7'   | Chi tiết | Araya 70' (ph.đ.) |

| Colo Colo                                | 3–2      | Unión Española                      |
| ---------------------------------------- | -------- | ----------------------------------- |
| Araya 44' (pen) · Huenteo 61' · Lara 70' | Chi tiết | Rodríguez 58' (ph.đ.) · Abraham 78' |

| Ferroviária | 0–1      | Estudiantes de Guárico |
| ----------- | -------- | ---------------------- |
|             | Chi tiết | Viso 82'               |

| Colo Colo | 0–0      | Estudiantes de Guárico |
| --------- | -------- | ---------------------- |
|           | Chi tiết |                        |

| Ferroviária                                                         | 5–1      | Unión Española |
| ------------------------------------------------------------------- | -------- | -------------- |
| Ana Carolina 8', 17' · Raquel 54' · Daiane 60' (ph.đ.) · Llanos 67' | Chi tiết | Espinoza 27'   |

### Xếp hạng đội nhì bảng
| VT | Bg | Đội                     | ST | T | H | B | BT | BB | HS | Đ | Giành quyền tham dự     |
| -- | -- | ----------------------- | -- | - | - | - | -- | -- | -- | - | ----------------------- |
| 1  | A  | Colón                   | 3  | 2 | 0 | 1 | 8  | 4  | +4 | 6 | Vòng đấu loại trực tiếp |
| 2  | C  | Colo Colo               | 3  | 1 | 2 | 0 | 4  | 3  | +1 | 5 |                         |
| 3  | B  | Generaciones Palmiranas | 3  | 1 | 1 | 1 | 8  | 3  | +5 | 4 |                         |

## Vòng đấu loại trực tiếp
|  | Bán kết                | Bán kết                |                  |   | Chung kết | Chung kết |
|  |                        |                        |                  |   |           |           |
|  | 17 tháng 12            |                        |                  |   |           |           |
|  |                        |                        |                  |   |           |           |
|  | Sportivo Limpeño       | 2                      |                  |   |           |           |
|  | Sportivo Limpeño       | 2                      | 20 tháng 12      |   |           |           |
|  | Foz Cataratas          | 0                      |                  |   |           |           |
|  | Foz Cataratas          | 0                      | Sportivo Limpeño | 2 |           |           |
|  | 17 tháng 12            |                        | Sportivo Limpeño | 2 |           |           |
|  |                        | Estudiantes de Guárico | 1                |   |           |           |
|  | Estudiantes de Guárico | Estudiantes de Guárico | 1                | 2 |           |           |
|  | Estudiantes de Guárico |                        |                  | 2 |           |           |
|  | Colón                  | 0                      |                  |   |           |           |
|  | Colón                  | 0                      | Tranh hạng ba    |   |           |           |
|  |                        |                        |                  |   |           |           |
|  | 20 tháng 12            |                        |                  |   |           |           |
|  |                        |                        |                  |   |           |           |
|  | Foz Cataratas (p)      | 0 (3)                  |                  |   |           |           |
|  | Foz Cataratas (p)      | 0 (3)                  |                  |   |           |           |
|  | Colón                  | 0 (1)                  |                  |   |           |           |

### Bán kết
| Sportivo Limpeño       | 2–0      | Foz Cataratas |
| ---------------------- | -------- | ------------- |
| Aquino 3' · Agüero 63' | Chi tiết |               |

| Estudiantes de Guárico      | 2–0      | Colón |
| --------------------------- | -------- | ----- |
| Mendoza 11' · Guarecuco 76' | Chi tiết |       |

### Tranh hạng ba
| Foz Cataratas     | 0–0      | Colón |
| ----------------- | -------- | ----- |
|                   | Chi tiết |       |
| Loạt sút luân lưu |          |       |
|                   | 3–1      |       |

### Chung kết
| Sportivo Limpeño       | 2–1      | Estudiantes de Guárico |
| ---------------------- | -------- | ---------------------- |
| Peña 71' · Cortaza 89' | Chi tiết | Villamizar 46'         |